# Careproctus tricapitidens
Careproctus tricapitidens és una espècie de peix pertanyent a la família dels lipàrids.

## Hàbitat
És un peix marí i batidemersal que viu entre 662 i 1.120 m de fondària.

## Distribució geogràfica
Es troba a l'oceà Antàrtic: l'estret de Bransfield.

## Observacions
És inofensiu per als humans.